# Украинка (Омская область)
Укра́инка — село в Исилькульском районе Омской области, административный центр Украинского сельского поселения.

## География
Село расположено на юге Исилькульского района, близ границы с Республикой Казахстан, в лесостепи в пределах Ишимской равнины, относящейся к Западно-Сибирской равнине, у озера Келдыбай. В окрестностях — редкие осиново-берёзовые колки и полезащитные лесополосы. Лугово-чернозёмные солонцеватые и солончаковые почвы. Высота центра населённого пункта — 123 метра над уровнем моря.
По автомобильным дорогам расстояние до областного центра города Омск — 180 км, до районного центра города Исилькуль — 33 км. У села проходит областная автодорога Исилькуль — Полтавка.
Климат
Климат умеренный континентальный (согласно классификации климатов Кёппена-Гейгера — тип Dfb). Среднегодовая температура положительная и составляет +1,4 °С, средняя температура самого холодного месяца января −17,3 °C, самого жаркого месяца июля +19,5 °С. Многолетняя норма осадков — 366 мм, наибольшее количество осадков выпадает в июле — 64 мм, наименьшее в марте — 12 мм.

## История
В начале 90-х годов 19 века в России началась кампания по расселению крестьян из густо заселённых европейских губерний на неосвоенные сибирские земли. В 1894 году у озера Келдыбай был сформирован переселенческий участок № 22. В 1895 году прибыли первые поселенцы из Полтавской губернии. В 1896 году переселенцы решили просить об открытии школы и строительстве храма. В 1899 году храм во имя Живоначальной троицы был построен, а для строительства министерской школы выделено 1500 рублей, которая была открыта в 1900 году. В 1914 году прошла массовая мобилизация. В конце 1917 года стали возвращаться с войны солдаты. Советская власть окончательно установлена в ноябре 1919 года.
В 1922 году в Украинке возникла первая комсомольская организация. В 1926 году образовалась Украинская артель «Искра». В 1930 году коммуна реорганизовалась в колхоз «Искра». В 1927 году в Украинке была открыта школа второй степени, изба-читальня. В 1934 году в Украинке организована МТС. В 1940 году заложен сельский парк.
Во время Великой Отечественной войны 216 жителей села ушли на фронт, из них вернулись 92 человека. В 1942 году колхоз «Искра» разделился на три колхоза: «25 лет РККА», «Имени Кутузова», «Имени Сталина». Объединились три колхоза в 1946 году в колхоз имени Сталина (впоследствии — совхоз «Украинский»).

## Население
| 1926 | 2002  | 2010  |
| ---- | ----- | ----- |
| 1143 | ↗1717 | ↘1551 |

## Инфраструктура
В селе действует средняя школа, детский сад, дом культуры, участковая больница, библиотека, отделение Сбербанка, узел электросвязи, филиал Почты России.

## Известные уроженцы
- Отпущенников, Николай Фёдорович (1909—1988) — советский учёный-физик, доктор физико-математических наук, профессор.